# Ле-Мюжуль
Ле-Мюжу́ль (фр. Les Mujouls) — коммуна на юго-востоке Франции в регионе Прованс — Альпы — Лазурный берег, департамент Приморские Альпы, округ Грас, кантон Грас-1. До марта 2015 года коммуна административно входила в состав упразднённого кантона Сент-Обан (округ Грас).
Площадь коммуны — 14,55 км², население — 56 человек (2006) с тенденцией к снижению: 41 человек (2012), плотность населения — 2,8 чел/км².

## Население
Население коммуны в 2011 году составляло — 42 человека, а в 2012 году — 41 человек.
| 1962 | 1968 | 1975 | 1982 | 1990 | 1999 | 2005 | 2006 | 2010 | 2011 | 2012 |
| ---- | ---- | ---- | ---- | ---- | ---- | ---- | ---- | ---- | ---- | ---- |
| 18   | 25   | 25   | 27   | 27   | 30   | 54   | 56   | 44   | 42   | 41   |

Динамика численности населения:

## Экономика
В 2010 году из 20 человек трудоспособного возраста (от 15 до 64 лет) 16 были экономически активными, 4 — неактивными (показатель активности 80,0 %, в 1999 году — 61,1 %). Из 16 активных трудоспособных жителей работали 16 человек (9 мужчин и 7 женщин), безработных зарегистрировано не было. Среди 4 трудоспособных неактивных граждан учеников либо студентов не было, 4 — были пенсионерами.